# Światowe Dni Młodzieży 2002
17. Światowe Dni Młodzieży – ogólnoświatowy zjazd młodzieży katolickiej, który odbył się w dniach 23–28 lipca 2002 r. w Toronto w Kanadzie.
ŚDM 2002 składały się z dwóch części: dni w diecezjach oraz Światowych Dni Młodzieży, celebrowanych w Toronto z Janem Pawłem II.

## Etap diecezjalny
18–21 lipca 2002. Młodzi przebywali w 35 diecezjach na terenie całej Kanady (w większości w Montreal i Quebec).

## Dni Młodzieży w Toronto
Młodzi przyjechali z diecezji kanadyjskich do Toronto 22 lipca. W programie znajdowały się m.in. Koncert powitalny, Festiwal Młodych oraz katechezy.
- 25 lipca 2002 na Exhibition Place odbyła się ceremonia powitania Jana Pawła II;
- 26 lipca 2002 ulicami Toronto przeszła Droga Krzyżowa;
- 27 lipca 2002 odbyła się piesza pielgrzymka na miejsce kulminacyjnej mszy (lotnisko Downsview Park). Po przybyciu rozpoczęło się czuwanie z papieżem. Przez całą noc trwała adoracja Najświętszego Sakramentu.
- 28 lipca 2002 odbyła się msza kończąca XVII ŚDM pod przewodnictwem Jana Pawła II.

## Hasło spotkania
Tematem spotkania wyznaczonym przez Jana Pawła II był fragment z mowy Jezusa na Górze Błogosławieństw: "Wy jesteście solą dla ziemi (...) wy jesteście światłem świata" (Mt 5, 13–14).